# C.N. Overgaard
Christen Nielsen Overgaard (født 19. maj 1851 på gården Østergaard i Stjær i Skanderborg Kommune, død 2. december 1929 i Taastrup) var en dansk kunstmaler, glas- og dekorationskunstner, og han underviste blandt andet på Kunstakademiet.
Overgaards talent spændte vidt og i nutidig terminologi vil man nok betegne ham som multikunstner, og han fik især stor indflydelse på udbredelsen af glasmalerier i Danmark. Kunstnerisk bevægede han sig gennem årene fra historicisme over nationalromantikken for til sidst at ende med skønvirke som sin foretrukne udtryksform.
Blandt de særligt bemærkelsesværdige større arbejder, som Overgaard arbejdede med gennem årene, kan især nævnes Frederiksborg Slot, hvor han stod for en række større kunstneriske arbejder i årene 1879-1884 og hvor han tillige var ansat som kunstnerisk leder 1900-1928, Marmorkirken, hvor han i årene 1890-1894 stod for udsmykningen af kuplen samt en række andre dele af kirkens indre og Taastrup Nykirke, hvor Overgaard var medinitiativtager til kirkens opførelse og i årene 1907-1917 var kunstnerisk ansvarlig for kirkens indre udsmykning.
Nogle af de mest fremstående repræsentanter for Overgaards glasmalerikunst blandt danske kirker, vil være f.eks kirker som: Jesuskirken i Valby, Sundby Kirke og Svenska Gustafskyrkan i København, Sankt Nicolai Kirke i Vejle og Sankt Mikkels Kirke i Slagelse.
Foruden sit virke som kunstner, designer og kunsthåndværker så virkede C.N. Overgaard også i over 40 år som lærer ved flere forskellige skoler og institutioner indenfor det kunstneriske virke, foruden at han i perioder også underviste elever privat. Flere kendte kunstnere har gennem årene været elever hos Overgaard.

## Karriere og hovedværker
Da Overgaard blev uddannet på Kunstakademiet, var det historicismen, der blev lagt vægt på. Ferdinand Meldahl var en af de førende indenfor historicismen og meget magtfuld indenfor kunsten og arkitekturen. Overgaards første opgave med Frederiksborg Slots genopbygning var en historicistisk opgave under ledelse af Meldahl. Men senere i sin karriere som kunstner, gik han mere og mere over til nationalromantikken og til senere at dyrke skønvirke kunsten i dens rene form. Det kan man tydelig se i Taastrup Nykirke, hvor vægdekorationerne, møblerne, glasmalerierne og udsmykningen er gennemført i ren skønvirke stil. Selv gravstenen på kirkegården, hvor Overgaard er begravet, er lavet i skønvirke efter hans tegning.

Overgaard har haft stor indflydelse på udbredelsen og fremstillingen af glasmalerier i Danmark. I begyndelsen blev de fremstillet i München, senere blev de fremstillet i Danmark hos glarmester August Duvier. Da Bernhard Schrøder, Nielsen og Hansen flyttede til Amaliegade 3, investerede firmaet i en ovn, der kunne fremstille glas til glasmalerier. Overgaard var tilknyttet dette firma og det lykkedes ham sammen med nogle kunstnere og håndværkere at forbedre teknikken og farverne.
De vævede gobeliner og tapeter på Frederiksborg Slot var Overgaards største enkeltstående opgave, og den der tog længst tid. Vævningen af gobelinerne varede fra 1900-1928. F. Meldahl og brygger Jacobsen mente, at det var billigere at fremstille dem selv, end at lade Les Gobelin i Paris væve dem, og at det samtidig ville være til stor gavn for dansk kunsthåndværk. Det medførte også, at de danske gobelin vævere fik opgaver til Københavns Rådhus og Christiansborg Slot. Overgaard blev fastansat og leder for fremstillingen af gobelinerne og tapeterne. Der blev sat to gobelinvæve op i to herskabslejligheder på H.C. Andersens Boulevard 42. Væveriet var under ledelse af Johanne Bindesbøll, Kristiane Konstantin Hansen, Louise Dahlerup og Betty Månsson. De tidligere fremstillede imiterede gobeliner og tapeter kunne ikke bruges, så Overgaard måtte igen fremstille nye kartoner.
I gennem sin lange karriere, beherskede Overgaard malerkunstens mange afskygninger. Lige fra oliemalerier, vægdekorationer, gobeliner, alterduge, møbler, gyldenlæder og meget mere. Han var også en dygtig designer, der fremstillede mønstre og tegninger til dansk kunsthåndværk og utallige mønstre til gyldne lædertapeter og meget mere. Han var ikke bange for at prøve nye udtryksformer og materialer. I dag ville man betegne ham som multikunstner. Han har sat et stort aftryk på kunsten i Danmark. Med de store opgaver på Frederiksborg Slot, Marmorkirken, kirkerne, slottene, palæerne og sit arbejde som kunstnerisk leder for Danmarks største dekorationsfirma Bernhard Schrøder, Nielsen og Hansen, men også igennem hans undervisning på Kunstakademiet igennem 25 år, hans private skole og Den Tekniske Selskabs Malerskole igennem 10 år, har han påvirket mange generationer. Overgaard var en afholdt og respekteret lærer, der kunne tale med og inspirere sine elever. Han underviste også mange unge håbefulde kunstnere privat.

## Uddannelse
Overgaard stod i lære i fire år hos dekorationsmaler Christian Carl August Weber 1865-1869. Han dimitterede i december 1869 fra Teknisk Institut til Kunstakademiet. Her var han studerende fra januar 1870 til juni 1879. I 1873 arbejdede han hos dekorationsmaler Pietro Isella i Wien fra foråret til sommeren over. Derefter rejse Overgaard til Lilleasien, Egypten, samt store dele af Central- og Sydeuropa. Rejsen varede 1873-1876.

## Ansættelser
I 1881 til 1882 var han assistent på Kunstakademiet for "perspektivklassen" og fra 1883-1909 for undervisningen i Kunstakademiets Alm. Forberedelsesklasse (Dagskole). Fra 1878 til 1883 var han lærer ved Tegne- og Kunstindustriskolen for Kvinder. Ansat som overlærer på Teknisk Selskabs Malerskole fra 1909-1919. 1881-1908 ansat som kunstnerisk konsulent for Bernhard Schrøder. Firmaet bliver senere overtaget af Nielsen og Hansen i 1886, hvor han fortsatte sin tilknytning til firmaet, som kunstnerisk leder. Firmaet hed derefter "Bernhard Schrøder, Nielsen og Hansen" og blev landets største maler- og dekorationsfirma. Nielsen og Hansen bliver senere udnævnt til Kgl. Hof Dekorationsmalere. Ansat på Frederiksborg Slot 1900-1928 i Hillerød som fastlønnet kunstnerisk leder for vævningen af tapeter og gobeliner til Riddersalen, der skulle erstatte de "imiterede", som Overgaard tidligere havde malet sammen med hans elever fra Kunstakademiet.

## Tillidshverv
1901 Valgt ind i bestyrelsen for Taastrup Kommunalforening.
1902 fremlægger Overgaard i Kommunalforeningen forslag til en kirke ved Taastrup Station. Der nedsættes et kirkeudvalg med Overgaard som medlem.
1907-1924 valgt til Taastrup Nykirkes Menighedsråd og udpeget som kirkeværge.
1907 Overgaard hjælper Malerlauget i at samle elevarbejderne til en udstilling hvor byerne Svendborg, Randers, Aalborg og København er repræsenteret i Industriforeningen fra 4.-13. oktober.
1907-17 kunstnerisk ansvarlig for Taastrup Nykirkes indre udsmykning.
1909 Medlem af bestyrelsen for Theophilos Hansens Rejelegat for arkitekter og kunstindustrielle håndværkere.
1909-19 medlem af Teknisk Selskabs Malerskoles bestyrelse.
I 1911 er C.N. Overgaard tællingskommissær for folketællingen i Taastrup Valby.
1913 Overgaard sidder i bedømmelsesudvalget for Malerlauget til udvælgelse af et nyt udsmykket svendebevis.

## Privat tegneskole
I 1882 køber Overgaard ejendommen i Åbenrå 33 i København. På 5. sal er der atelier og en privat tegneskole. Her underviser han fra 1882 elever, der ønsker at blive optaget på Kunstakademiet. Han knytter sin tidligere elev Axel Hou som underviser. Overgaard sælger allerede ejendommen i 1884 og bliver lejer. Fra 1888 fortsætter Axel Hou alene Tegneskolen.

## Familie, udmærkelser, fødsel og død
Christen Nielsen Overgaard blev født den 19. maj 1851 på gården Østergaard i Stjær som søn af Niels Jensen Overgaard og Abelone Christensen.
C.N. Overgaard blev gift med Ane Margrethe Nielsen, og sammen fik de fem børn: Abelone, Jens, “Kirsten” (Kirstine Helene Alvilde), Alfred og Svend.
Overgaard blev d. 12. november 1894 udnævnt til ridder af Dannebrog.
C.N. Overgaard døde den 2. december 1929 i Taastrup. Han ligger begravet på Taastrup Nykirkes Kirkegård.

## Værker
For en mere uddybende gennemgang af en række af Overgaards værker se afsnittet: Galleri
- Frederiksborg Slot: Overgaard deltog ved Ferdinand Meldahls genopbygning af slottet fra 1879 til 1884: Diverse udsmykningsopgaver. Loftsmaleri i Stue 31 Tycho Brahes værelset ca. 1880, "Stjernehimlen med dyrekredsen, omgivet af Grisaillefigurer med seks planetguder og fire kometer". Loftsmaleri i Stue 23 Runddelen ved Konseil-gangen. Plafondmaleri "Christian V, for åsyn udyrene vige". Stue 55: 30 medaljon-portrætter af konger fra Gorm den Gamle til Frederik 1. De har format 36 cm i diameter og er malet med oliemaling på lærred. Medaljonerne blev taget ned i 1926 og arkiveret. Ni af billederne blev udstillet i vinteren 2019-20 i anledning af Dannebrogs 800-årsfødselsdag. Loftsmaleri i Stue 48, seks kvadratiske billeder af biskopperne, Absalon, Anders Sunesen, Hans Tausen, Peder Palladius, Hans Poulsen Resen og Jesper Brochmann som også er taget ned i 1926 og i dag delvis udlånt og ligger i depot. Loftsmaleri i Stue 65 – De små plafondmalerier omkring det store. Stue 17 – dekoration af rum, vægge og loft inspireret efter Gripsholm Slot. Rummets dekoration er fjernet og er i dag en del af billetsalget. Stue 19, der også hedder Rosen, Overgaard har lavet dekorationerne af paneler, døre og de imiterede gyldenlædertapeter.[5][15]
- Riddersalen på Frederiksborg Slot: Dyrefriserne hele Riddersalen rundt. Udført i oliemaling sammen med Axel Wørmer. Imiterede gobeliner og tapeter til Riddersalen, oliemaling på groft tøj, fremstillet sammen med Overgaards elever fra Kunstakademiet på grundlag af Heinrich Hansens og C. F. Lunds skitser af van Manders tapeter, som brændte ved Frederiksborg Slots brand i 1859. De blev taget ned og afløst af ægte vævede efter 1900-28. Div. tegninger og imiterede gobeliner findes på Frederiksborgmuseets Arkiv. Frederiksborgmuseet udstillede i år 2000. Der blev fremstillet 6 gobeliner. 3 af gobelinerne viser motiver fra Kalmarkrigen: “Kalmars erobring den 3. maj 1611” fra 1914, “Slaget ved Vaxholm” fra 1917, “Landgangen på Øland” 1921. 1 Gobelin “Christian IVs kroningstog” fra 1918. De to gobeliner under trompetstolen: “Drikkende officerer” fra 1907, med modellerne Harald Andersen, Slotsforvalter Peter Harald Valdemar Hammeleff (1826-1906), arkitekt Albert Jensen (1847-1913), Ferdinand Kielberg (1838-1911), arkitekt Martin Nyrop (1849-1921), arkitekt C.F. Thomsen (1855-1926) og “Christian IV's tid” med personale som modeller fra Frederiksborg Slot.[5]
- Sankt Matthæus Kirke 1882-1883, København. Overgaard malede hele baggrunden til H. Olriks altervæg, "Bjergprædiken".[16]
- Borreby Slot 1883 ved Skælskør. Diverse væg- og loftsdekorationer.[17]
- Kopi af en af Bouchers gobeliner 1883. Gobelinen hang i Kong Georgs Palæ i Bredgade.[18]
- Grosserer A. Gaméls bolig 1883, København. C.N. Overgaard tegnede betrækkene og firmaet Konstantin Hansen, Bindesbøll & Sarauw udførte dem i broderi. Møblementet består af et bord, en løjbænk og fire stole i Frederik II. stil.[19]
- Eremitage Slottet 1885. Plafondmaleri ”Diana på jagt” i Prinsens værelse.[20]
- Østbirk Kirkegård 1885. Dekorativ bemaling af mindesten over Peder Skram. Udført af arkitekt Thonning, billedhugger Chr. Petersen og Overgaard.[21]
- Dameportræt 1886. Tilhørende godsejer Carstenskjold på Borreby.
- Malede møbler 1886. Designet møbler med møbelbetræk fra Kristiane Konstantin-Hansen og Bindesbølls Broderi-Forretning.[22]
- Børsen 1886, København. 6 loftsmalerier i Læseværelset, "Ugens 6 dage”.[23]
- Kongelig Adresse, Kjøbstædernes Album 1888. I anledning af Christian 9.'s regeringsjubilæum, fire malede forsatser ved for- og bagside, "Agerdyrkning, Industri, Handel og Skibsfart".[24]
- Københavns Malerlaug 1888. Banner tegnet af Overgaard.[25]
- Den Nordiske Industri-, Landbrugs- og Kunstudstilling i Kjøbenhavn 1888: Overgaard tegnede Dronningeværelset. Han malede imiterede gobeliner til værelset, hvor den ene hedder "Zeus som barn".[26]
- Fredensborg Slot 1889. Overgaard malede et nyt loftsmaleri til kongens (dronningens) audienssal, der også kaldes “det røde værelse”. Plafondmaleriet hedder "Danmark". Loftmaleriet forestiller Fredens Gudinde, der sidder på den danske løve, omgivet af amoriner med mere. Det er holdt i en lys, let tone og står smukt sammen med stueloftet.[27][28][29]
- Næsbyholm 1890, ved Sorø. Restaurering af loft sammen med museumkonservator Stephensen.[30]
- Nykøbing Mors Kirke 1890-1891. Indvendig dekoration af kirkens tøndeloft.[31]
- C.N. Overgaard maler loftet med de 12 apostle og de 12 engle og dekorerer væggene.Frederikskirken 1890-1894, København. Udsmykning af kirkens kuppel med malerier af de 12 apostle efter skitser af Henrik Olrik og Anton Dorph, "Paulus, Thomas, Matthæus, Simon, Judas, Thaddæus, Andreas, Peter, Johannes den ældre, Filip, Bartholomæus og Johannes den yngre. De 12 engle tegnet og malet af Overgaard. Under kuplen ses 12 symbolske medaljoner: Fuglen Phønix (genfødslen), korset (troen), lyren (lovsangen), liljen (renheden), hanen (årvågenheden), vinen (nadveren), duen (dåben), de fire evangelistsymboler og lammet (Kristus) og skriftbåndet. Alteret er tegnet af Meldahl og stafferingerne er malet af C.N Overgaard. To imiterede marmormosaikker på højre og venstre side af alter, samt udsmykning ved det gamle orgel. Glasmaleri "Hierterne opad", gave fra Overgaard og glarmester August Duvier til Frederikskirken. Overgaard har tegnet det og glarmester August Duvier fremstillet det. C.N. Overgaard laver et udkast til en broderet dug med ornamenter og ni bibelske scener, men bliver ikke godkendt. Tegninger eksisterer stadigvæk.[32][33]
- Erichsens Palæ 1892 - Danske Bank, København. Restaurering af rumudsmykningen, under opsyn af Overgaard. Han opfinder et system til løft af et loft.[34][35]
- Helligåndskirken 1892, København: Glasmaleriet bag alteret "Himlens port" er skænket af enkefrue P. M. Schulstad. Fremstillet af glarmester August Duvier; eksisterer ikke mere.[36][37][38]
- Jesuskirken 1893, Valby. 12 glasmalerier på pulpituret og 12 med ornamenter under pulpituret i skibet, hvoraf et er gået tabt. De er godskrevet Overgaard og fremstillet i München. Motiverne er på de store glasmalerier: "Moses, David, Esejas, Jeremias, Ezeciels, Daniel, S. Jacobus Bapt., S. Paulus, S. Jacobus minor, Petrus, Marcus, Lucas".[39][40]
- Løgstør Kirke 1993. Dekorationer i loft og væg. Dekorationerne var holdt i afdæmpet farver. Fjernet i 1993.[41]
- Lerchenborg 1894-1895. 2 glasmalerier til jagtværelse med våbenskjolde og seks andre vinduer i gangen. Alle glasmalerier med natur-/jagtmotiver.[42]
- Gamél'ske ejendom på hjørnet af Fredericiagade og Bredgade 1895. Overgaard har dekoreret vestibulen. Al dekoration er udført i guld og hvidt. Vestibulen er dekoreret med vægmalerier, som dels er symbolske, dels i medailloner som forestiller Helligkorskirken, Dijmphua-Ekspeditionen og Fritjof Nansens første Grønlandsfærd.[43]
- Stjær Kirke 1896. Altertavle: "Kristus, kommer hid til mig" som Overgaard forærer kirken.
- Kafé-Restaurant Schucani & à Porta 1897, Købmagergade 18. Dekoreret friser under loftet med stiliseret løvværk og svaler.[44]
- Sneslev Kirke 1898. Glasmaleri i kirkens skib mod vest, "Kristi Daab".[45]
- Vor Frue Kirke i Svendborg 1898. Overgaard fremstiller to kartoner til glasmalerier til Vor Frue Kirke.(ukendt skæbne)[32]
- Landmandsbanken, nu Danske Bank, Holmens Kanal 14, København (1897-99. Professor, arkitekt H.B. Storck ansætter Overgaard til at lede og stå for den dekorative udsmykning af festsalen og de øvrige lokaler.[46]
- Sankt Petri Kirke 1898, København. To glasmalerier, " Peters fornægtelse og Kristus og Synderinden". Taget ned i 1990 og ligger i depot. Vinimportør C.C. Idenreich Bestle's gravkapel med glasmaleri og vægdekoration.[37][45][47][48]
- Sankt Mikkels Kirke 1898, Slagelse. 3 glasmalerier, "Palmesøndag, Langfredag og Paaskedag".[37][49]
- Vonsild Kirke 1898. Malet frise over korbuen efter Bertel Thorvaldsen, samt tekst, sammen med svigersønnen Carl Ludvig Pedersen.
- Mindesten for digteren, redaktøren og politikeren Carl Ploug 1899, på Koldinghus Slotsbanke. Sammen med billedhugger Carl Martin Hansen, og L. Frölich.[50]
- Hellerup Kirke 1900, Hellerup. Kunstnerisk udsmykning af kirkens kor. Glasmaleri bag alteret, "Lovsyngende Engel", skænket af konsul Carl Lund. Vægdekorationerne eksisterer ikke mere efter ombygning af apsis i 1910 og en senere brand i 1901.[51][52]
- Odd Fellow Palæet 1901-1902, København. Rumudsmykning af Store Sal.
- Sct. Nicolai Kirke, Vejle 1901. Fire glasmalerier bag alteret, "Jesus fødsel, barndom, dåb og fristelse, Lidelse og Korsfæstelse I & II, Opstandelse og Himmelfart", skænket af fire Vejleborgere, Fabrikant I. C. Christensen, Fabrikant C. M. Hess, Direktør J. Thisted og Mølleejer H. Hansen-Møller. Lagt i depot 2019.[37]
- Sankt Andreas Kirke 1901, København. "Rosen" glasmaleri, "Jesus omgivet af de 4 evangelist symboler", skænket af kommandørinde Albreck.[53]
- Københavns Rådhus 1901-1902. Borgerrepræsentationen træloft.[54]
- Århus Domkirke 1902. Udkast til glasmalerier i Århus Domkirke. Blev forkastet ved syn i 1904.[55]
- Ballerup Kirke 1903. Glasmaleri i sideskibets østvindue (opr. i korets østvindue, flyttet i løbet af 1930'erne). Øverst: "Helligåndens komme", midten: "Jesu opstandelse", nederst: "Jesu fødsel", som symboler på kirkeårets tre højtider, pinse, påske og jul.[56] Glasmaleriet skænket 1885 af fru Karen Larsen fra Lundegården på Jonstrupvej, blev først udført og opsat i 1903. Tegnet af professor Albert Jensen og udført af Overgaard.
- Glorup Gods Kapel 1903, Østfyn . Fem glasmalerier, "Den sidste Nadver, Moses og Manna underet", "Offerlammet, Abraham ofrer Isak", "Helligånds duen, Jesus, Maria Bebudelse", "Jesus på Korset, Jesus fødsel i stalden", "Gud Fader, Søn og Helligånd” og “Opstandelsen" og tre mindre glasmalerier i kor.[57]
- Møbelfirmaet Severin & Andreas Jensen 1903. Overgaard designer et eller flere møbler til deres katalog.[58]
- Portræt af Ane Margrethe, der er Overgaards kone 1903. Privat eje.
- Glasmaleri 1904. Ca. 5 meter højt glasmaleri til arkitekt N. C. Monbergs eget tegnede hus i Kristianiagade 19 i København.[59]
- Jysk Handels- og Landbrugsbank 1905. Vægdekoration.[60]
- Portræt af Abelone Overgaard 1905. Overgaards steddatter. Malet i vandfarve i format 138 x 64 cm. Privat eje.
- Ribe Domkirke 1906. Overgaard lavede udkast til apsis og frontvinduerne i koret. Vinduerne i siden af koret lavede han også udkast der skulle være klare vinduer med en engel i toppen. Jacob A. Riis ville finansiere to høje frontvinduer i koret. Det ene karton, "Den fortabte Søn", hænger i fuld størrelse i Taastrup Nykirke. Det andet udkast var “Den gode Hyrde”.[61][62] Udkastet blev forkastet af menighedsrådet, fordi de ikke var romanske nok.
- Dameportræt 1907 af Mitzi Jürs, Det var Overgaards fætter Jens Overgaard første kone. Ejer C. Jürs fra Wien.
- Formgivn. af Malerpotten, jubilæumsbæger og nakkekam i sølv (udst. 1907).[63]
- Taastrup Nykirke 1907-17. Kunstnerisk ansvarlig for kirkens indre udsmykning. Dekoration sammen med medhjælper Erik Andersen. Dekoration af kirkens kor. Dekoration af kirkens skib og loft. Alterkors i træ, i dag opsat på hvælving. Kirkeskib, skænket af Overgaard. 3 glasmalerier i koret, "Den gode Hyrde", skænket af Jeanette og Hugo Dorph samt Joh. F. Hansen og Overgaard. Signeret 1912. Altertavle efter tegning af Overgaard, egetræsrelief "Kommer hid til mig", skåret af Billedhugger N. Hansen. 2 korbænke med de 4 evangelistsymboler, "Marcus løven, Johannes engel, Lukas okse og Matthæus ørn". Div. udskårne stole (privateje). Alterdug efter tegning af Overgaard. Syet af Marie Petersen. Motivet er de tre Højtider: Jul, Påske og Pinse.[64][65]
- Sundholm Hospitals Kapel 1908. Jesus på altervæg. Kapel blev nedlagt i 1987. Arkiveret 7. marts 2020 hos  Wayback Machine
- Portræt af Alfred Overgaard 1908. Overgaards søn. Privat eje.
- Sundby Kirke 1908, København. Seks glasmalerier i kirkens skib, "Jesu fødsel”, “Jesus i Gethsemane Have”, “Jesus som “Herren og dommeren”, “Jesus og Synderinden”, “Korsfæstelsen” og “Opvækkelsen af Jairus' datter".[11]
- Aarhus Landsudstilling 1909. Fem glasmalerier blev fremstillet af C.N. Overgaard for De Forenede Bryggerier. Et stort på 2,8 m høj og ﬁre i 1,8 m. De mindre forestiller "Kemi", "Gæringsproces", "Brygning og Aftapning" og det store glasmaleri forestiller "Fabrikkerne i Hellerup". De blev fremstillet til Århus Landsudstilling og var udstillet på Tuborgs stand i Industrihallen. De var fremstillet i afdæmpet farver med guld og sølv.[66]
- Aarhus gamle rådhus 1909. Det nuværende Kvindemuseum. To glasmalerier ved trappen, "Dronning Margrethe I, 1395 og Kristoffer af Bayern, 1441". Kunstnerisk leder for rumudsmykning af byrådssalen.
- Svenska Gustafskyrkan 1910, København. "Rosen" glasmaleri, "Jesus stilner stormen på Geneseret sø", tre glasmalerier bag alter, "Jesu Bjergprædiken", Glasmaleri ved orgelpulpitur, "Det lovsyngende englekor", diverse glasvinduer og dekoration af alterparti.[11]
- Sankt Johannes Stiftelsen 1910. Sankt Johannes Stiftelsen - Altertavle.[67]
- Nordrup Kirke 1911. Glasmaleri i kirkens skib, "Nadveren og Korsfæstelsen".[11]
- Trinitatis Kirke 1912, Fredericia. To glasmalerier i kirkens kor," Jesus i Getsemane Have", skænket af Fabrikant Carl M. Cohr og Hustru og "Den gode hyrde", skænket af Fabrikant Chr. Petersen og Hustru. Begge glasmalerier signeret C. N. Overgaard 1912.[11] Glasmaleri i kirkens skib "Himmelkongen, der kalder de fortrykte hjem" (Matt.11,28). Skænket af Kgl. Hofdekorationsmaler M. C. Nielsen, "udført af" C. N. Overgaard.[16]
- Stenlille Kirke 1913-1915. Glasmaleri i kirkens kor, "Peters fiskedræt", signeret Overgaard 1913, skænket af Det Lundholmske Legat i anledning af: Foreningen for Indre Missions 50 års jubilæum i 1915.[11]
- Færgen SS Malmø 1914, ejet af Dampskibsselskabet Øresund. Glasmaleri forestillede indsejlingen til Malmø.[68]
- Gurrehus Slot 1914. Et glasmaleri med konge og våbenskjold.
- Portræt af Magda Hegner 1920. Overgaards svigerdatter, hans søn Jens kone i helfigur. Oliemaleri. Privat eje.
- Selvportræt af Overgaard 1923. Ryger på pibe. I privat eje.

### Værker - ikke tidsbestemt
- Aarhus Privatbank. Udkast til dekoration
- Selvportræt af Overgaard (uden pibe). S/H fotokopi af portræt på Taastrup Nykirkes jubilæums udstilling i Taastrup Nykirke 2007.
- Mønstre til gyldenlæder tapeter.[69]
- Oliemaleri: Tre damer i køkkenet, der står foran et vindue. Privat eje.
- 6 spisebordstole beklædt med gyldenlæder. Privat eje.
- Bogreol med to indbygget sideskabe. Privat eje.
- Skænkeskab med to sideskabe med glasruder. Privat eje.
- Serveringsskænk. Privat eje.
- Vase i keramik med sølvdekoration i bund og i top. Privat eje.
- 2 stole med armlæn med farvede stafferinger. Privat eje.
- Portræt i profil. Oliemaling på lærred. Motiv ukendt. Taastrup Historiske Lokalarkiv.
- Portræt i profil. Oliemaling på lærred af slotsforvalter Peter Harald Valdemar Hammeleff. Forarbejde til gobelin "Officererne" på Frederiksborg Slot. Taastrup Historiske Lokalarkiv.
- Billede af "Christian den 5. som udgiver Danske Lov" et forarbejde til plafondmaleriet "Christian V, for åsyn udyrene vige" i stue 55 på Frederiksborg Slot. Oliemaling på lærred.

## Elever
Jens Møller-Jensen, Poul Steffesen, Vilhelm Tetens, Svend Hammershøj, Rudolph Tegner, Poul Bloch, Frederik Lange, Axel Hou, Christian Bonnesen, Anne E. Munch, Victor Jensen, Resen Steenstrup, M. Peschcke Køedt, Jørgen Hansen, Thomas Vilhelm Bærentzen m.fl.

## Studierejser
- 1880 Besøger Gripsholm Slot, Sverige for at studere museet.
- 1886 Modtager rejselegat på 500,- kr fra Den Reiersenske Fond.[70]
- 1888 Overgaard bliver igen sendt til Gripsholm i Sverige for at studere nogle værelser.
- 1897 Overgaard får af kirke- og undervisningsministeriet 600,- kr. i rejseunderstøttelse i videnskabelig og kunstnerisk øjemed.[71]
- 1897 Overgaard rejser den 15 april på en 3 måneders studietur for at studere glasmalerier. Han besøger bl.a. Chartres, Reims, Tours og Poitiers i maj. På samme tur rejser han til Canterbury i England og Köln i Tyskland.[72]
- 1900 Rejse til Frankrig og Holland. Overgaard studerer sammen med lederne af væveriet gobeliner og besøger bl.a. Les Gobelin i Paris.
- 1900 Rejse til Paris sammen med Museumsdirektør Dr. Dollerup.[73]
- 1910 Rejse til Tyskland for Teknisk Skoles Malerskole sammen med malermester N.P. Rasmussen, bestyrelsesmedlem for Teknisk Skole. De studerede forholdene på malerskolerne i Hamborg, Berlin og Dresden. Afrejse den 17/6.

## Udstillinger
- 1886 Industriforeningen Januar-udstilling. Mineralmaleri. Udført prøver i den nye maleteknik.[74]
- 1886 Charlottenborg Foraarsudstilling.[75] Dameportræt, der ejes af godsejer Castenskjold på Borreby.
- 1889 Verdensudstillingen i Paris. Kopi af Boucher-Gobelin (se 1883), udstillet i Den Danske Afdeling.
- 1893 Verdensudstillingen i Chicago. Adskillige af de udstillede mønstre fra Bernhard Schrøder, Nielsen og Hansen var designet af C.N. Overgaard.[76]
- 1897 Malmøudstillingen, Den danske afdeling, (Kunstudstilling). Udstiller et glasmaleri til Snedslev Kirke, "Kristi Daab", bestilt af kammerherre Barner.
- 1900 Kunstnernes Efteraarsudstilling på Charlottenborg. Udstiller nogle kartoner til glasmalerier til en kirke.[77]
- 1906 Charlottenborg Foraarsudstilling. 2 portrætter.
- 1907 Charlottenborg Foraarsudstilling. Dameportræt (ejer C. Jürs, Wien), "Malerpotten", jubilæumssølvbæger (?), En sølvnakkekam (?). Sølvarbejdet er udført af guldsmed Tømmerup.
- 1908 Charlottenborg Foraarsudstilling. 2 portrætskitser.
- 1908 Kunstnernes Efteraarsudstilling på Charlottenborg. Alterdug, tegnet af C. N. Overgaard, broderet af Frk. Maria Petersen.
- 1909 Charlottenborg Foraarsudstilling. 1 portræt.
- 1910 Charlottenborg Foraarsudstilling. Glasmalerier: "Jairus datter og synderinden" (Sundby Kirke), Glasmaleri: "Dronning Margrethe indrider Aarhus Bys jorde" Århus Gamle Rådhus).
- 1912 Charlottenborg Foraarsudstilling. Skitser til glasmaleri (Taastrup Nykirke?)

- 1920 Charlottenborg Foraarsudstilling. CNO udstiller med i alt 3 portrætter. 1 stk portrætskitse i format 51 cm høj x 31 cm bred og 2 oliemalerier i format 63 cm høj x 42 bred.
- 1922 Charlottenborg Foraarsudstilling. 2 portrætter Kat. 538 H.54 x B.40 – Kat. 539 H.43 x B.35.
- 1923 Foreningen for National Kunsts Udstilling på Charlottenborg. Deltager med 3 portrætter og 2 skitser til den svenske kirke Gustavskirken.
- 1924 Foreningen for National Kunsts Udstilling på Charlottenborg. Deltager med en retrospektiv udstilling.
- 2004 "Blåkildegaard" Byhistorisk Samling og Arkiv i Høje Taastrup Kommune: Særudstillingen C.N. Overgaard. Fra dekorationskunst til gobeliner
- 2000 Frederiksborg Slots særudstilling: De imiterede tapeter fra riddersalen udstilles.
  - 2007 Høje-Taastrup Rådhus. Udstilling "Fra dekorationskunst til skønvirke" den 3. - 24. maj
- 2013 Frederiksborg Slots særudstilling: Danmarks første konger. 8. februar - 7. april. Medaljoner af kongerne: Harald Blåtand, Svend Tveskæg, Harald Svensen, Knud den Store, Hardeknud, Magnus den Gode, Svend Estridsen, Harald Hen og Knud den hellige.[78]
- 2019 Frederiksborg Slots særudstilling: Dannebrog 800 år. 13. april - 31. december. 13 kongemedaljoner.

## Erhvervsadresser
1865-1869. Overgaard kommer i lære hos malermester Chr. C. A. Weber, Toldbodgade 10 i København. Overgaard var elev på Teknisk Institut i Læderstræde 26, hvor han bliver dimitteret i december 1869.
1870-1879. Elev på Kunstakademiet, Charlottenborg.
1878-1883 Overgaard er lærer på Tegne- og Kunstindustriskolen for Kvinder på H. C. Andersens Boulevard 10. Skolen blev ledet af Charlotte Klein, der var gift med arkitekt Vilhelm Klein som har tegnet bygningen.
1880-1882 Bliver assistent for undervisningen i Akademiets Perspektivklasse Charlottenborg. 1883-1909 Bliver assistent for undervisningen i Kunstakademiets Alm. Forberedelsesklasse (Dagskole), Charlottenborg.
1881-1928 Ansat som kunstnerisk-konsulent for Bernhard Schrøder i Holberggade 7. I 1886 overtages firmaet af Nielsen og Hansen. Firmaet der nu hedder Bernhard Schrøder, Nielsen og Hansen flytter 1896 til Amaliegade 3, hvor han får sit eget atelie.
1902-1928 På H.C. Andersens Boulevard 42 havde Frederiksborg Slots Gobelinvæveri til huse i to herskabslejligheder, der blev kaldt henholdsvis væv A og væv B.
1909-1919 Teknisk Selskabs Malerskole, Prinsesse Charlottegade 38, København.

## Her boede C. N. Overgaard
Født på Østergaard den 19. maj 1851. Rejser til København efter sommeren i 1865 som 15 årig.
1865 Kom Overgaard i lære i hos malermester Chr. C. A. Weber, Toldbodgade 10 i København. Ved Folketællingen i foråret 1870 står han opskrevet her. Han boede i stuen i sidebygningen. Han boede muligvis her indtil 1878.
1878 bor Overgaard på adressen Nørrevoldgade 27. Her boede han i et år.
1879 bor Overgaard på adressen Borgergade 144. Her bor han også i kort tid.
1880-1882 Overgaard boede på adressen Bille Brahes Vej 6, Frederiksberg. Han har sin kone Ane Margrethe og sine to børn Abelone og Jens med fra Østergaard i Jylland. De får her “Kirsten” Kirstine Helene Alvilde den 12.3.1882.
1882-1887 Overgaard boede på adressen Åbenrå 33, 4 sal. Han ejer bygningen (indtil 1884) og har flere lejere. Han flytter ind med tre børn: Abelone, Jens og Kirsten og de har en stuepige. På femte sal er der atelie og undervisning. Skolen til forberedelse til Akademiet.
1887-1891 Overgaard på adressen Holbergsgade 6 med fire børn og en stuepige. Overgaard og Ane Margrethe får sønnen Alfred den 5.6.1888.
1892-1900 Overgaard bor med familien på adressen Øster Farimagsgade 32, 4 sal. Her bor familie Overgaard og en stuepige. De får de sønnen Svend. Hans mor Abelone flytter fra Stjær i Jylland og bosætter sig hos sønnen.
1900-1929 Overgaard bor på “Stenhøj” i Taastrup Stationsby. I starten bor der ni mennesker. Fire af børnene, fætter Jens fra Sønderborg studerer til læge, Overgaards mor Abelone og en stuepige.

## Galleri
- Glasmalerier af C.N. Overgaard
- Sundby Kirke
- Sundby Kirke
- Sundby Kirke
- Sundby Kirke
- Ballerup Kirke
- Århus gl. Rådhus
- Århus gl. Rådhus
- Trinitatis Kirke, Fredericia - Jesus i Getsemane Have
- Trinitatis Kirke, Fredericia - Den gode hyrde
- Trinitatis Kirke, Fredericia
- Nordrup Kirke - Nadveren og Korsfæstelsen
- Sankt Andreas Kirke
- Sankt Nikolaj Kirke
- Sankt Nikolaj Kirke
- Sankt Nikolaj Kirke
- Sankt Nikolaj Kirke
- Sankt Mikkels Kirke, Slagelse
- Sankt Mikkels Kirke, Palme Søndag
- Sankt Mikkels Kirke, Korsfæstelsen.
- Sankt Mikkels Kirke, Opstandelsen.
- Snedslev Kirke
- Stenlille Kirke

- Glasmalerier i Svenska Gustafskyrkan

- Glasmalerier i Jesuskirken - glasmalerier på pulpituret
- Peter
- Esajas
- Jakob den Ældre
- Jeremias
- Johannes Døberen
- Moses
- Paulus

- Glasmalerier i Jesuskirken - glasmalerier med ornamenter

- Glasmalerier i jagtværelse og gang på Lerchenborg

- Glasmalerier i Glorup Gods Kapel

- Kuppel mm i Marmorkirken
- Kuppel
- Falk
- Løve
- Ørn
- Hane
- Okse
- Vindruer
- Engel
- Blomst
- Due
- Lam
- Kors
- Tekstbånd
- Alter
- alter
- Marmormosaik på venstre side af altertavlen
- Marmormosaik på højre side af altertavlen
- Glasmaleri "Hjerterne opad" i loftet ved indgangen

- Værker i Taastrup Nykirke
- Kirkerum
- Kordekoration
- Det sejrende Lam øverst i koret
- Den Gode Hyrde
- Den Gode Hyrde 1
- Den Gode Hyrde 2
- Alter
- Jesus Mennesket Frelser
- Loftet i skibet
- Dekoration med lam i loft
- Dekoration i loft
- Kors over Korindgang
- Pulpitur/balkon
- Dekoreret søjle
- Dekoration af gelænder
- Flisemønster i skib
- Gl. Altertavle
- Karton af "Den fortabte søn" til Ribe Domkirke

- Andre værker af C.N. Overgaard
- Stjær Kirkes altertavle
- Sankt Matthæus Kirkes altervæg
- Århus gl. Rådhus sal
- Vonsild Kirkes korbue
- Stol med armlæn, med malede aftegninger og original hynde. Skønvirke
- Gyldenlæderbeklædt stol. Skønvirke
- Nykøbing Mors Kirke
- Nykøbing Mors Kirke
- Bestles Gravkapel - Sankt Petri Kirke
- Bestles Gravkapel - Sankt Petri Kirke
- Bestles Gravkapel - Sankt Petri Kirke